# 小返魂
小返魂（学名：Phyllanthus amarus）又名苦味叶下珠，为叶下珠科油柑属下的一个种。

## 用途
抵抗發炎、細菌以及病毒感染，可當作利尿劑，對腎結石、膽結石、傷風、流行性感冒、消化作用、氣喘、支氣管炎、腹瀉、減輕痛苦、發燒及傳染性性病以及肌肉抽筋等有益處。

## 扩展阅读
- 維基物種上的相關：小返魂